# Roberto Beccantini
Roberto Beccantini (Bologna, 20 dicembre 1950) è un giornalista italiano.

## Biografia
Giornalista sportivo di lunga militanza, ha lavorato per La Stampa per diciotto anni, dal 1992 al 2010, quando è andato in pensione. Per il quotidiano torinese ha ricoperto diversi incarichi, tra cui capo della redazione sportiva, inviato ed editorialista. Giornalista professionista dal 1972, ha inoltre scritto su Tuttosport e ha partecipato alle trasmissioni televisive di RAI e Mediaset. 
Collabora con il Corriere dello Sport - Stadio, la La Gazzetta dello Sport, il Fatto Quotidiano, il Guerin Sportivo ed Eurosport Italia; è stato tra i primi critici delle dirigenze dei club e degli organi federali coinvolti nello scandalo del calcio italiano del 2006.
Ha seguito nove giochi olimpici estivi, da Monaco 1972 a Pechino 2008 (meno Sydney 2000, quando era responsabile della redazione sportiva de La Stampa), e quelli invernali di Torino 2006, nove campionati mondiali di calcio, da Argentina 1978 a Sudafrica 2010, otto campionati europei e tutte le finali di UEFA Champions League dal 1992 al 2010.
Appassionato di basket, calcio ed atletica, è stato il giurato italiano del Pallone d'oro, assegnato dal quotidiano sportivo francese France Football. 
Dal 2004 al 2010 ha inoltre presieduto la giuria del "Premio giornalistico Piero Dardanello"; anche dopo le dimissioni dalla carica di presidente è rimasto tra i componenti della giuria con la carica di presidente onorario.

## Riconoscimenti
- Nel 2010, si è aggiudicato il Premio CONI "Una Penna per lo Sport - Giorgio Tosatti", riservato all'intera opera professionale compiuta da un giornalista sportivo nel corso della sua carriera.

## Opere
- Juve ti amo lo stesso, Mondadori, 2007.
- Quei derby che una Signora non dimentica, Priuli & Verlucca, 2007.
- C'era una volta Camin, con Riccardo Gambelli, Bradipolibri, 2014.
- Il mondo di Piero, con Fabio Monti, Bradipolibri, 2021.
- Giocati da Dio, Hoepli, 2024.